# Strenia
Strenia IND d.o.o. je slovenski proizvajalec strojev kot so mlini, drobilniki, hidravlična kladiva, sita, transporterji, bagrske roke in drugi stroji za pripravo in obdelavo različnih vrst materiala. Podjetje ima več kot 50 letno tradicijo na področje strojegradnje, Strenijini stroji obratujejo po vsem svetu. 
Sedež podjetja je v Ljubljani. Proizvodnji obrati imajo površino 20000 m2, podjetje ima 40 zaposlenih in okrog 30 drugih sodelavcev.
Podjetje ponuja tudi storitve kot so avtogeni ali plazemski razrez, CNC obdelava, hidravlični krivljenje, varjenje, barvanje in drugo.